# 클레오파트라 4세

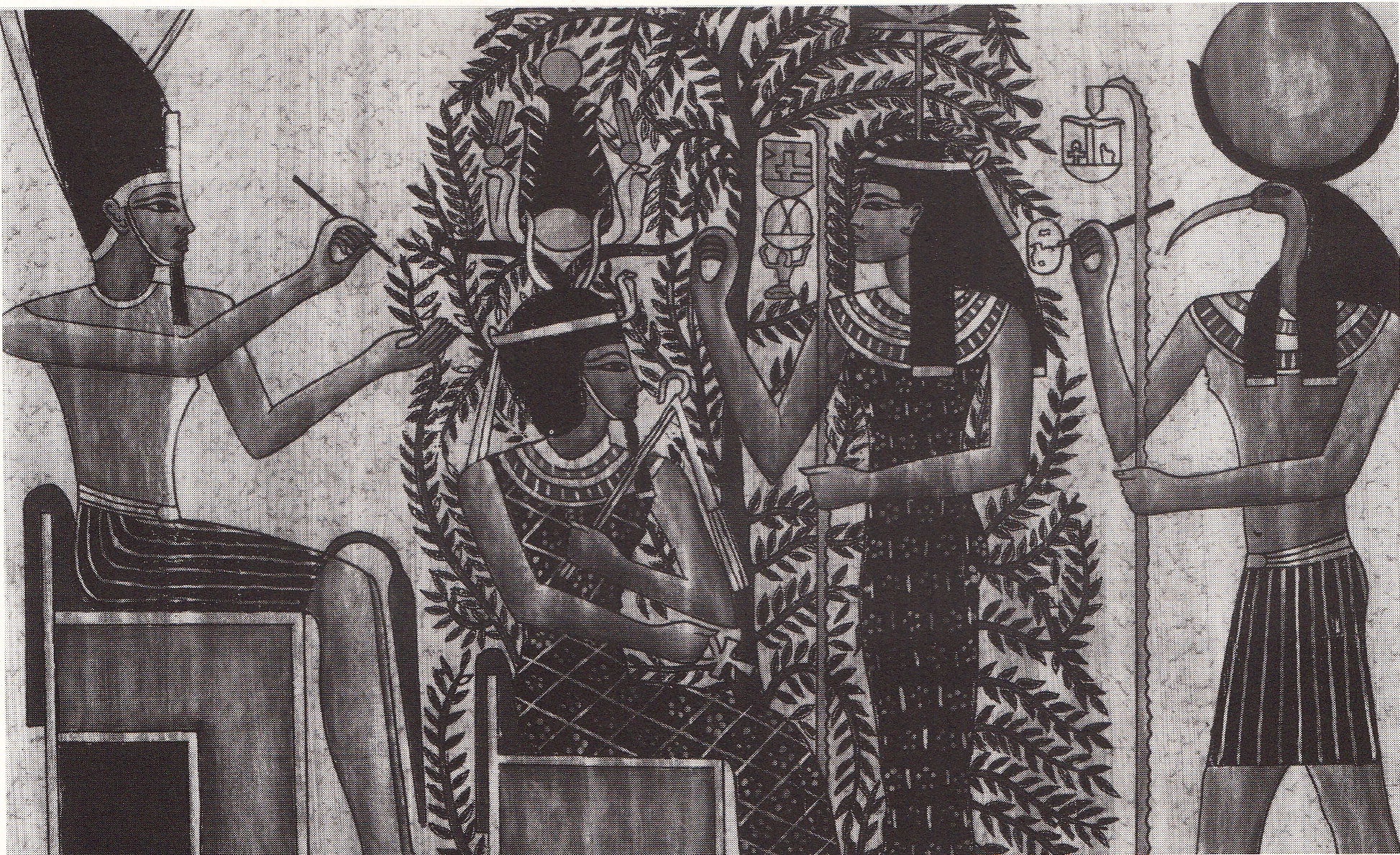

클레오파트라 4세(그리스어:Κλεοπάτρα Δ', 기원전 138년 또는 135년 － 기원전 112년)는 고대 이집트 프톨레마이오스 왕조의 여성 파라오이다. 아버지는 프톨레마이오스 8세 퓌스콘이며 프톨레마이오스 9세 라튀로스의 여동생이며 아내이다. 그러나 어머니 클레오파트라 3세에 의해 쫓겨난 뒤, 셀레우코스 제국의 바실레우스인 안티오코스 9세 퀴지케노스의 아내가 된다.

## 생애
클레오파트라 4세는 기원전 116년에 오빠인 라튀로스와 결혼하였다. 그리고 어머니 클레오파트라 3세와 함께 공동의 파라오가 되었다. 그러나 독재적인 행실로 어머니에게 노여움을 샀으며 이듬해에 추방되었다. 라튀로스는 클레오파트라 4세가 추방되자 그녀의 여동생인 클레오파트라 세레네 1세와 결혼했다.
쫓겨난 클레오파트라 4세는 이집트를 빠져나 키프로스 섬으로 향했다. 그리고 그 곳에서 군사를 일으켜, 안티오코스 8
퀴지케노스와 결혼하기 위해 군대를 이끌고 시리아로 향했다. 그 뒤 시리아에서 혼인한 퀴지케노스와 클레오파트라 4세는 안티오케이아를 점령하고 왕위를 탈취했다. 그러나 기원전 112년에 퀴지노스케의 라이벌인 안티오코스 8세 그뤼포스에게 안티오케이아를 함락당하고, 클레오파트라 4세는 처형되었다. 이 때, 그뤼포스의 아내이며 클레오파트라 4세의 언니인 클레오파트라 트뤼파이나(Cleopatra Tryphaena)가 남편에게 그녀의 처형을 요구했다고 전해진다. 그러나 트뤼파이나 자신도 그 다음해에 퀴지케노스에게 잡혀 처형당한다.
클레오파트라 4세와 퀴지노스케의 아이가 안티오코스 10세 에우세베스이며, 그는 기원전 95년에 클레오파트라 세레네 1세와 결혼했다.

## 참조
- www.livius.org, Cleopatra IV